# Паслён сосочковый
Паслён сосочковый (лат. Solanum mammosum) — растение семейства Паслёновые, вид рода Паслён, происходящий из Южной Америки и натурализовавшийся в Центральной Америке и на островах Карибского моря.
Растение ядовито, но иногда культивируется в декоративных целях. Из-за наличия у плодов двух периферических концов, они напоминают женскую грудь и коровье вымя.